# Флаг Торонто
Флаг Торонто — официальный флаг Торонто, созданный Рене де Сантисом и принятый в качестве официального в октябре 1999 года.

## Описание
Лицевая и обратная стороны флага идентичны друг другу. Флаг имеет синий цвет фона и представляет собой символическое изображение двух башен здания городского Совета Торонто (en:Toronto City Hall), пространство между которыми символизирует букву «Т». У основания башен находится красный кленовый лист, идентичный такому же на флаге Канады и ещё с XVIII века являющийся её символом.

## История
В августе 1974 года в Торонто проводился конкурс на создание нового флага города. В этом конкурсе победил Рене де Сантис, 21-летний студент колледжа Джорджа Брауна, его флаг был утверждён в качестве официального шестого ноября того же года. Официальная церемония поднятия флага состоялась на следующий день, седьмого ноября, на площади Натана Филлипса, где расположено здание городского Совета и где Сантису вручили его награду в размере 500$ за создание дизайна флага.
С 1 января 1998 года в состав Торонто были включены ряд муниципалитетов: Норт-Йорк, Этобико, Ист-Йорк, Йорк и Скарборо. После объединения снова встал вопрос о флаге города. Вновь был проведён конкурс, но ни один из новых проектов флага так и не был принят. В итоге было решено оставить предыдущий флаг лишь слегка изменив его пропорции. Новый вариант флага вступил в силу в октябре 1999 года.

## Критика
Вид флага Торонто неоднократно подвергался критике. Было отмечено, что если флаг перевернуть на 180°, то он начинает выглядеть не как башни здания городского Совета Торонто с кленовым листом в основании, а как пара ног с листом на уровне промежности.